# Lenksäule

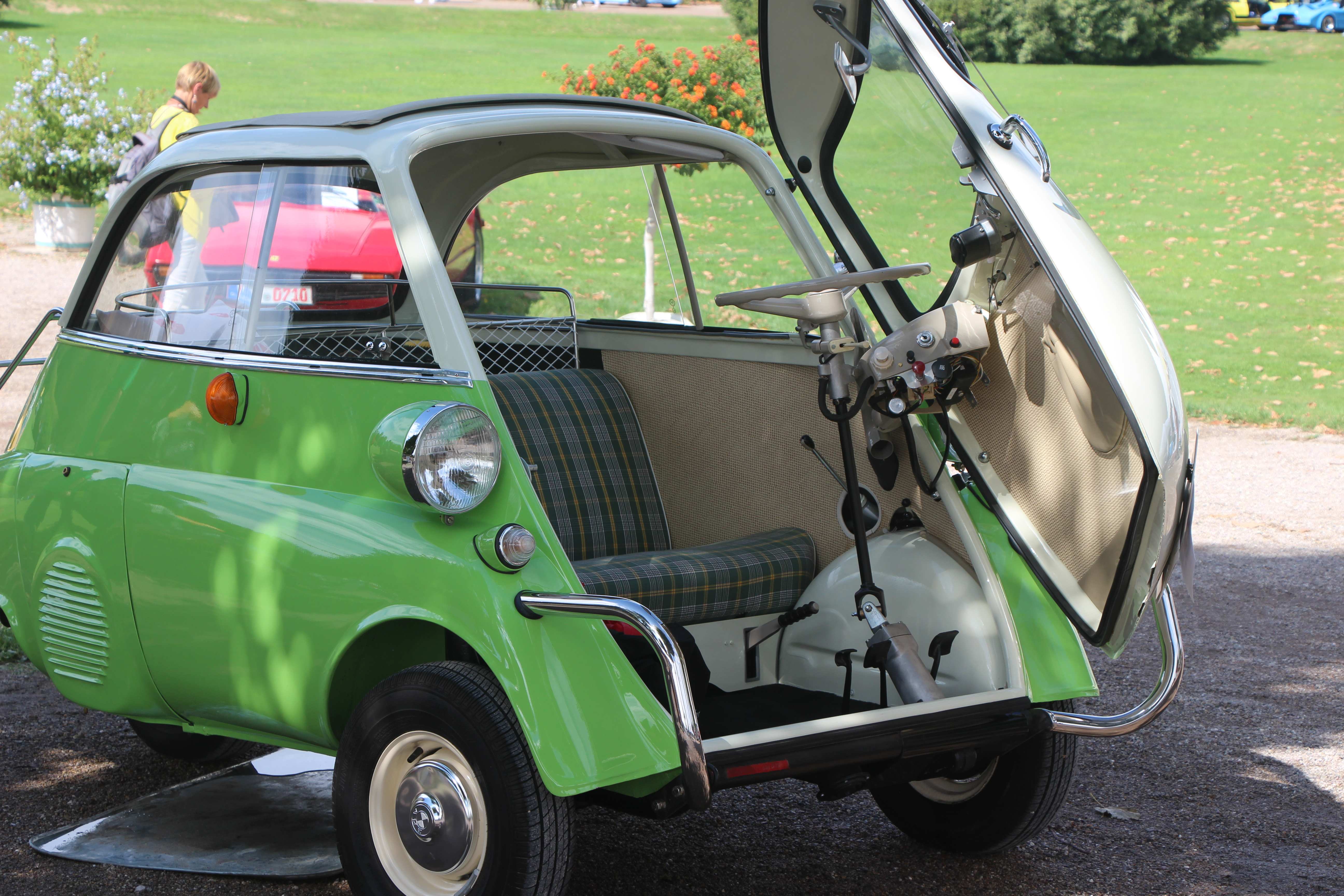
BMW Isetta: Die Lenksäule verbindet Lenkrad und Spindellenkung

Eine Lenksäule ist ein Bestandteil der Lenkung von Kraftfahrzeugen. Sie verbindet das Lenkrad formschlüssig mit dem Lenkgetriebe. Sie kann mechanisch oder elektrisch in der Länge verstellbar sein und muss aus Crash-Gründen deformierbar sein. Die unterschiedlichen Achsenrichtungen von Lenkrad und Lenkgetriebe werden durch Kreuzgelenke ausgeglichen. 

## Zusatzeinrichtungen
Zur Anpassung an unterschiedlichen Körpergrößen der Fahrzeuglenker kann die Lenksäule Verstellvorrichtungen für das Lenkrad haben, um es in der Höhe, im Winkel und in der Distanz zum Fahrer einzustellen. 
Eine Teleskoplenksäule ist eine Vorrichtung, bei der Teile des Säulenträgers in der Art von optischen Teleskopen längs ineinandergeschoben werden. Dies kann zur Längeneinstellung und/oder als passiver Unfallschutz dienen. 
Im letztgenannten Fall wird bei einem starken Frontalaufprall mit entsprechender Längenverkürzung des Fahrzeugs die Sicherheitslenksäule ineinandergeschoben, damit die Längenverkürzung des Fahrzeugvorbaus nicht zu einem Eindringen des Lenkrads in den Fahrgastraum führt. Früher wurden bei solchen Unfallabläufen die Fahrer durch das Eindringen des Lenkrads zwischen diesem und der Sitzlehne eingeklemmt und/oder das Lenkrad konnte so weit Richtung Fahrer verschoben werden, dass er trotz Sicherheitsgurt gegen das Lenkrad prallte.
An der Lenksäule bzw. an deren Umhüllung können Bedienungssatelliten mit elektrischen Schaltern für verschiedene Betriebsfunktionen und das Zündschloss angebracht sein.